# Volo Palair Macedonian Airlines 301
Il volo Palair Macedonian Airlines 301 era un volo passeggeri internazionale previsto per la Svizzera all'aeroporto di Zurigo-Kloten all'Aeroporto Internazionale di Skopje a Skopje che si schiantò poco dopo il decollo il 5 marzo 1993. Il Fokker 100 era operato dalla Palair, una compagnia aerea divenuta poi nazionale della Macedonia (oggi Macedonia del Nord).
Un totale di 83 persone, 79 passeggeri e 4 membri dell'equipaggio, morirono nell'incidente mentre ne sopravvissero 14. All'epoca fu l'incidente aereo più mortale del paese. Fu superato pochi mesi dopo, nello stesso anno, quando un Yakovlev Yak-42 si schiantò su una montagna vicino a Ohrid. Fu l'incidente aereo più mortale che coinvolse un Fokker 100 nel momento in cui ebbe luogo, primato mantenuto fino allo schianto del volo TAM 402 il 31 ottobre 1996. Il volo 301 è ancora il secondo incidente mortale di un Fokker 100.
L'indagine sul disastro, assistita dalla squadra investigativa olandese, concluse che la causa dell'incidente era la perdita di controllo del rollio dovuta all'accumulo di ghiaccio sulle ali. Conosciuto anche come ghiaccio atmosferico, l'accumulo di ghiaccio ha causato il deterioramento della capacità di sollevamento. Anche la mancata osservanza della procedura corretta per la gestione di formazione di ghiaccio atmosferico è stata citata come una delle cause dell'incidente.

## L'aereo
L'aereo coinvolto nell'incidente era un Fokker 100 con codice di registrazione PH-KXL e numero di serie 11393. L'aereo era ancora nuovo, costruito nel 1992 ed inviato a Palair il 27 gennaio 1993. Aveva accumulato un totale di 188 ore di volo e 136 cicli di volo.

## I passeggeri e l'equipaggio
Il volo 301 trasportava 92 passeggeri e 5 membri dell'equipaggio. La maggior parte dei passeggeri erano kosovari che andavano a lavorare in Svizzera.
Il volo veniva effettuato da membri dell'Aircraft Financing and Trading (AFT), una società con sede nei Paesi Bassi, sulla base di un contratto di leasing. Entrambi i piloti avevano il grado di comandante. Il pilota in comando (pilot not flying (PNF), capitano di addestramento) era Peter Bierdrager, 49 anni, di nazionalità olandese. Aveva effettuato l'ultimo controllo medico nel 1992 e aveva maturato un'esperienza di volo totale di 11.200 ore, di cui 1.180 ore sul Fokker 100. Oltre all'abilitazione sui Fokker 100, aveva anche ottenuto la certificazione sui Fokker F27, Fokker F28 e Fokker F50. Il capitano in formazione (pilota di volo (PF) e capitano ad interim) era un anonimo macedone di 34 anni. Aveva un'esperienza di volo totale di 5.580 ore, di cui 65 ore sul Fokker. Prima di entrare a far parte dell'AFT è stato pilota della jugoslava JAT Airways.

## Il volo
Il volo 301 era un volo passeggeri di linea internazionale partito da Skopje, Macedonia, con destinazione finale Zurigo, Svizzera. A bordo dell'aereo c'erano 92 passeggeri e 5 membri dell'equipaggio. Il Fokker 100, registrato come PH-KXL, apparteneva alla Palair Macedonian Airlines, l'allora compagnia di bandiera del paese.
L'autorizzazione al decollo venne data alle 11:11 ora locale. Al momento del decollo del volo 301 nevicava e la visibilità era limitata a 900 metri; a terra confermarono che la visibilità era abbastanza scarsa da non poter vedere la fine della pista dalla posizione del Fokker. L'aereo decollò 28 secondi dopo averne ricevuto l'autorizzazione.
Appena 2 secondi dopo il decollo dalla pista 34, l'aereo iniziò a tremare violentemente. Mentre si alzava ad un'altezza approssimativa di 50 piedi e con una velocità all'aria di circa 170 miglia all'ora, il volo 301 rollò gravemente a sinistra e poi a destra, con un angolo di inclinazione rispettivamente di 50 e 55 gradi. L'equipaggio di condotta applicò immediatamente gli alettoni e l'input del timone per correggere l'assetto dell'aeromobile. L'allarme del pilota automatico e l'avviso "SINK RATE" iniziarono a risuonare.
La punta dell'ala destra del velivolo colpì il suolo oltre la fine della pista con un angolo di 90 gradi. Il volo 301 compì una rotazione su sé stesso prima di schiantarsi al suolo, con la fusoliera che si spezzava in tre parti. L'aereo esplose immediatamente, prendendo fuoco.
Il primo rapporto dell'incidente è stato ricevuto da un inviato delle Nazioni Unite che aveva sentito l'impatto mentre si stava dirigendo verso il terminal, recandosi poi sul luogo dell'incidente e salvando 7 sopravvissuti. Altri servizi di emergenza dall'aeroporto e dalle Nazioni Unite giunsero sul sito dello schianto. Ben 20 sopravvissuti, di cui 5 in condizioni critiche, furono trasportati all'ospedale di Skopje. Tuttavia, 4 sopravvissuti sarebbero stati, in un momento successivo, dichiarati morti all'arrivo. Molti altri morirono per le ferite riportate. Sorprendentemente l'unico membro dell'equipaggio sopravvissuto, un assistente di volo, riportò solo delle ferite lievi.

## L'indagine

### Tempo atmosferico
I dati meteorologici raccolti dagli investigatori suggerivano la presenza di neve da leggera a moderata prima e durante l'incidente. I lavoratori aeroportuali riferirono che la neve si scioglieva quando toccava il suolo. Prima dell'incidente non c'era neve visibile sulla pista, sulla via di rullaggio o sul piazzale. Gli inquirenti confermarono che si trattava di neve bagnata, cioè neve mista a pioggia. La temperatura all'aeroporto era intorno ai 0° Celsius. L'aereo era stato esposto alla neve bagnata e la temperatura era inferiore al punto di rugiada di congelamento, una condizione favorevole per la formazione di ghiaccio atmosferico.

### Contaminazione delle ali
L'aereo era stato controllato per valutare l'eventuale presenza di neve e ghiaccio dagli equipaggi di terra prima del suo decollo. Le dichiarazioni raccolte dagli inquirenti suggeriscono che l'ispezione si sia concentrata sull'ala destra. Gli investigatori notarono che non c'erano prove che l'ala sinistra fosse stata ispezionata in modo così completo come quella di destra.
La stima condotta dagli investigatori mostrava che il velivolo era stato esposto a precipitazioni leggere, diventate poi moderate, per 1 ora e 15 minuti, con uno spessore non specificato. A causa delle condizioni meteorologiche prevalenti, gli investigatori ritenevano che la superficie superiore dell'ala dell'aereo fosse coperta da un sottile strato di neve e possibilmente congelata fino alla parte interna.
Secondo gli operatori di terra diverse persone avevano toccato il bordo d'attacco dell'ala per rilevare il ghiaccio. Tuttavia, a causa dell'altezza dell'aereo, solo le persone alte erano in grado di farlo, che però avrebbero potuto toccare solo il bordo d'attacco vicino all'estremità dell'ala; tuttavia non sarebbero state in grado di raggiungere la superficie superiore dell'ala proprio dietro il bordo d'attacco. Un ulteriore esame rivelò che l'aereo era arrivato a Skopje con una quantità relativamente abbondante di carburante che aveva una temperatura molto bassa. Ciò causò il congelamento della neve bagnata, che cadeva sulla superficie dell'ala, fatto successivamente confermato poiché l'ispezione scoprì anche che erano state rilevate delle gelate sotto i serbatoi del carburante.
Tuttavia, anche se l'aereo era stato coperto dalla neve, l'ingegnere della stazione di volo e l'equipaggio di terra avevano riferito solo di "neve sciolta bagnata". Gli investigatori hanno affermato che forse avevano subito un'illusione. Secondo il rapporto finale, gli investigatori hanno dichiarato:
Successivamente è stato confermato che il personale di terra aveva controllato solo la parte interna dell'ala e non aveva controllato quella esterna. Quando la neve sulla parte interna dell'ala si scioglieva, ciò avrebbe creato l'impressione che non ci fosse più neve sull'ala e che si fosse sciolta tutta, comprese quelle sull'ala esterna, motivo per cui gli investigatori l'hanno definita un'illusione.

### Mancanza di attenzione al congelamento
Durante il precedente volo dell'aereo per Skopje, operato dallo stesso equipaggio, non stava nevicando. La neve leggera venne rilevata solo quando l'aereo si stava avvicinando a Skopje e i rapporti affermarono che i fiocchi di neve si erano sciolti immediatamente a contatto con un oggetto. Per questo motivo l'equipaggio non prestò attenzione alle condizioni meteorologiche, esponendosi minimamente alle condizioni meteorologiche e concentrandosi principalmente sugli strumenti della cabina di pilotaggio. Gli investigatori dissero che l'equipaggio potrebbe aver pensato che il tempo non fosse una minaccia per la sicurezza dell'aereo. L'ingegnere della stazione di volo affermò pure che l'aereo non avrebbe richiesto lo sghiacciamento, poiché la neve era considerata "innocua".
La procedura operativa standard della compagnia aerea prevedeva che un pilota dovesse eseguire l'ispezione pre-volo esterna dell'aeromobile. Su questo volo, però, questa regola non venne rispettata. Invece, l'ispezione esterna è stata delegata all'ingegnere della stazione di volo. L'ingegnere era considerato di grande esperienza, e quindi l'equipaggio credette alle sue parole quando disse che l'aereo non aveva bisogno di sghiacciamento. L'analisi post-incidente dei dati meteorologici, tuttavia, suggerisce che l'aereo ne avrebbe avuto bisogno.
Le registrazioni prese dal CVR mostrano che l'equipaggio non menzionò mai le condizioni meteorologiche e che apparentemente non si resero mai conto che il tempo avrebbe potuto causare la perdita di controllo dell'aereo.

### Conclusione
La commissione investigativa "ha stabilito che l'impatto con il suolo in una ripida inclinazione a destra poco dopo il decollo è stato causato dalla perdita di controllo del rollio a causa della contaminazione delle ali con ghiaccio. Questa situazione è derivata dall'omissione di effettuare irrorazione dell'aeromobile con fluido antighiaccio o da sbrinamento in condizioni meteorologiche favorevoli alla formazione di ghiaccio, a causa della mancanza di consapevolezza del ghiaccio da parte dell'equipaggio di volo e dell'ingegnere della stazione di volo. I fattori che hanno contribuito sono stati la mancanza di background e procedure comuni in un difficile ambiente operativo multi-fonte".